# Агапоново
Агапоново — деревня в Смоленском районе Смоленской области России. Входит в состав Новосельского сельского поселения. Население — 133 жителя (2007 год).
Уроженцем этой деревни является российский политик Анатолий Иванович Мишнёв.

## Расположение
Расположена в западной части области в 30 км к северо-западу от Смоленска, в 3 км юго-западнее автодороги Р133 Смоленск — Невель. В 14 км южнее деревни расположена железнодорожная станция О.п. 416-й км на линии Смоленск — Витебск. К северу от Агапонова расположено село Каспля. Недалеко от деревни находится озеро с подобным названием.
В 3 километрах от деревни находится парк-отель "Борвиха".

## История
Ранее деревня имела несколько иное название - Гапоново. Изначально оно относилось к Поречскому уезду. В XIX веке это поселение принадлежало мещанину Якову Яковлевичу Дмитриеву. В годы Великой Отечественной войны деревня была оккупирована гитлеровскими войсками в июле 1941 года, освобождена 26 сентября 1943 года.